# Serie (sport)
Serie är en turneringsform inom sport mellan ett förutbestämt antal lag eller deltagare där alla möter alla i matcher enligt ett förutbestämt schema och under en begränsad tidsperiod. Exempelvis kan alla möta alla hemma och borta under en säsong. Serier är vanligast inom lagsport.
I seriespel tilldelas vinnaren av en match ett förutbestämt antal poäng, ett mindre antal poäng tilldelas vid oavgjort resultat eller förlust. Ett vanligt förekommande poängsystem är att vinnare av en match tilldelas 3 poäng, 1 poäng tilldelas vid oavgjort resultat och 0 poäng vid förlust. Matcherna i en serie spelas i omgångar och efter varje omgång rankas lagen i en serietabell efter det totala antalet vunna poäng under säsongen. Det lag eller deltagare som efter sista omgången, och därmed avslutad säsong, erhållit flest poäng koras till vinnare av turneringen och benämns ofta som seriesegrare. 
Seriens direkta motsats som tävlingsform är cup.

## Allmänt
Ibland används även den internationella termen Round Robin-(turnering) som syftar på att alla möter alla. En ganska vanlig term är dubbelserie som syftar på att alla lag möter varandra två gånger. Det sistnämnda systemet är vanligt i de flesta fotbollsligor världen över och lagen har då oftast en hemmamatch och en bortamatch. Denna typ av serie när alla möter alla kallas även "rak serie", en rak serie kan också spelas med enkelmöten.  
En annan besläktad term som ofta återfinns i de mindre sporterna är seriesamling. Lagen samlas då och möter varandra antingen vid en av lagens arenor/anläggningar eller vid en neutral sportarena. Man avverkar då ett antal matcher eller en hel serieomgång.
I vissa sporter använder man sig även av reducerade serier. Det innebär att man bara spelar ett fåtal matcher men alla spelar lika många vid jämnt antal spelare/lag. Placeringen efter dessa matcher kan sedan utgöra grund för ranking inför, till exempel, en efterföljande cup. Detta kallas för Schweizisk systemturnering. Regler och lottning kan se något olika ut från fall till fall.
I många länder anordnas serier med traditionellt upp- och nedflyttningssystem. Där är seriespelet öppet och bara sportprestationerna avgör vilken division lagen ligger i. Nystartade lag måste börja i den lägsta divisionen i det lokala seriesystemet.
I många proffsligor i Nordamerika är det vanligt med stängda serier där platserna inte nås genom sportsliga meriter. Klubbarna får istället köpa sig en plats i en serie. 
Termen används ibland synonymt med division och på högre nivå även liga, fastän division egentligen oftast syftar på vilken nivå serien är. Till exempel var gamla Division I, senare Allsvenskan, i bandy säsongerna 1931-2006/2007 uppdelad i geografiskt indelade serier, som alla var Sveriges högsta division. Geografiskt indelade serier, eller tidsmässigt kortare serier som i världsmästerskap, kan också kallas för grupp eller pool. Serie kan även omfatta kvalserier, som bara pågår en del av säsongen. Liga är egentligen en sammanslutning av sportklubbar, och en liga kan i sin tur vara uppdelad i flera divisioner eller serier. I NHL är ligan indelad i serier, som kallas divisioner men befinner sig på samma nivå i seriespelet.

## Algoritmteori
Om  {\displaystyle n} är antalet tävlande behövs det {\displaystyle {\begin{matrix}{\frac {n}{2}}\end{matrix}}(n-1)} matcher för en hel enkelserie.  Om {\displaystyle n} är jämnt kommer det att bli {\displaystyle (n-1)} omgångar och {\displaystyle {\begin{matrix}{\frac {n}{2}}\end{matrix}}} matcher i varje omgång .  Om {\displaystyle n} är udda blir det {\displaystyle n} omgångar med {\displaystyle {\begin{matrix}{\frac {n-1}{2}}\end{matrix}}} matcher i varje omgång och en spelare/lag som står över omgången. Standardalgoritmen för en serie är att ge varje spelare ett nummer och sedan para ihop dem och flytta runt för varje omgång…
```
Omgång 1. (1 möter 14, 2 möter 13, ... )
 
1
  2  3  4  5  6  7  
 14 13 12 11 10 9  8
```

… Låt en spelare stå kvar(nummer ett i detta exempel) och rotera resten medurs(fungerar även moturs bara man är konsekvent)…
```
Omgång 2. (1 möter 13, 14 möter 12, ... )
 
1
  14 2  3  4  5  6
 13 12 11 10 9  8  7
```

```
Omgång 3. (1 möter 12, 13 möter 11, ... )
 
1
  13 14 2  3  4  5
 12 11 10 9  8  7  6
```

… tills du kommer tillbaka till de ursprungliga positionerna
```
Omgång 13. (1 möter 2, 3 möter 14, ... )
 
1
  3  4  5  6  7  8
 2 14  13 12 11 10 9
```

Är det ett udda antal spelare/lag kan man lägga till en dummyspelare vars motståndare då inte spelar.

## Serier i fiktionen
I Åshöjdens BK, en serie romaner om fotboll skrivna av Max Lundgren utgivna åren 1967-1971, skildras hur en klubb på kort tid går från de lägre divisionerna och fram till kvalspelet till Sveriges högsta division.